# Mikhaïl Sabline
Mikhaïl Pavlovitch Sabline (en ukrainien : Михайло Павлович Саблін, russe : Михаил Павлович Саблин), né à Sébastopol, est un amiral de la marine impériale russe puis ukrainienne et des forces russes blanches.

## Biographie
Né le 18 juin 1869 à Sébastopol dans une famille de marins et mort le 17 octobre 1920 à Yalta.
Il est décoré de l'ordre impérial et militaire de Saint-Georges de quatrième classe et a survécu à la bataille de Tsushima, il était à bord du Osliabia.
Durant la Première Guerre mondiale, il est commandant d'un escadron de la mer Noire et prend part à de nombreux combats contre les forces de la triplice. Durant la révolution, en 1917 il est commandant de la flotte de la mer Noire et le 29 avril 1918 il fait dresser le drapeau jaune et bleu sur les navires de la flotte et ainsi allégeance à la marine ukrainienne.
Il prend ensuite le commandement de la flotte des Russes blancs mais malade il meurt à Yalta d'un cancer.